# Escut de Pals

Representació de l'escut heràldic municipal de Pals segons el seu blasonament oficial

L'escut oficial de Pals té el següent blasonament:
Escut caironat truncat ondat: 1r d'atzur i 2n d'or; ressaltant sobre la partició, tres pals abscissos i afuats (el central més llarg) de gules. Per timbre, una corona mural de vila.
Fou aprovat per l'Institut d'Estudis Catalans el 25 de maig del 2012 i publicat al DOGC número 6.166 el 9 de juliol del mateix any. El Ple de l'Ajuntament l'havia aprovat prèviament el 15 de març del 2012.
Els pals són un senyal parlant propi del municipi per etimologia popular, ja que realment el nom de la vila prové del llatí palus, 'aiguamoll'.

## Bandera
La bandera oficial de Pals té la següent descripció:
| « | Bandera apaïsada, de proporcions dos d'alt per tres de llarg, bicolor horitzontal ondada de cinc crestes, blau clar i groc, amb tres pals abscissos i afuats vermells: el primer, de gruix 6/135 a dalt i d'alçària 57/90, posat a 18/90 de la vora superior i a 22/135 de la de l'asta; el segon, del mateix gruix i d'alçària 80/90, posat a 5/90 de la vora superior i a 11/135 del primer, i el tercer igual que el primer, posat a 18/90 de la vora superior i a 11/135 del segon. | » |

Va ser aprovada el 15 de febrer de 2013 i publicada al DOGC el 28 de febrer del mateix any amb el número 6325. Està basada en l'escut heràldic de la localitat.